# Gungeru
Der Gungeru ist ein linker Zufluss des Gongola, des längsten Nebenflusses des Benue in Nigeria.

## Verlauf
Der Fluss hat seine Quelle im Biu-Plateau im nigerianischen Bundesstaat Yobe, nahe den Quellen des Hawal. Er fließt zunächst in nördliche Richtung. Nach etwa einem Drittel seines Weges schwenkt er auf Nordwest. Nach einem weiteren Viertel macht er eine Spitzkehre und fließt den Rest seines Weges in südwestliche Richtung. Der Gungeru mündet schließlich dort in den Gongola, wo dieser nach Süden schwenkt.
Gungeru und Hawal sind die größten Nebenflüsse des Gongola.